# 파이어플라이 (드라마)
파이어플라이(Firefly)는 2002년 9월 20일부터 12월 20일까지 FOX에서 방영된 SF 드라마이다.

## 출연진
- 네이선 필리언 - 맬컴 레이놀즈
- 지나 토러스 - 조이 앨린 워시번
- 앨런 튜딕 - 호번 워시번
- 모레나 바카링 - 이나라 세라
- 애덤 볼드윈 - 제인 코브
- 주얼 스테이트 - 케이위넷 프라이
- 숀 마 - 사이먼 탬
- 서머 글라우 - 리버 탬
- 론 글래스 - 데리얼 북